# Гаурени (Јаши)
Гаурени (рум. Găureni) насеље је у Румунији у округу Јаши у општини Мирослава. Oпштина се налази на надморској висини од 77 m.

## Становништво
Према подацима из 2002. године у насељу је живело 178 становника, од којих су сви румунске националности.